# Латвия на «Евровидении-2003»
Латвия участвовала в сорок восьмом выпуске телевизионного конкурса Евровидение-2003, который состоялся 24 мая в Риге. Страна также принимала и организовывала конкурс после победы своей представительницы Марии Наумовой на Евровидение-2002 с песней I Wanna. Отстаивать честь Латвии выпало трио F.L.Y. с песней Hello from Mars, написанной его участниками, Мартиньшем Фрейманисом и Лаурисом Рейниксом. Как страна-хозяйка, Латвия автоматически прошла квалификацию в финал. По итогам голосования трио F.L.Y. заняло 24-е место из 26, набрав только 5 баллов. Это означало, что Латвии пришлось принять участие в полуфинале конкурса Евровидение-2004. Песня Hello from Mars стала предшественницей латвийской заявки на конкурс 2004 года Dziesma par laimi в исполнении рок-группы Fomins & Kleins. Евровидение-2003 было показано на канале ЛТВ1 с комментариями Карлиса Стрейпса. Глашатаем, озвучивавшим очки латвийских телезрителей, был Гиртс Лицис.

## Национальный отбор
Начиная с момента своего дебюта в 2000 году, Латвийское телевидение (ЛТВ) организовывало национальные отборы для выбора заявки на Евровидение. Данный отбор, получивший название Eirodziesma, состоялся в четвёртый раз 1 февраля 2003 года в Олимпийском центре Вентспилса. Его ведущими были Илзе Яуналксне и Гиртс Лицис, в то время, как Самия Шерифа вела репортаж из грин-рума. Телевещателю поступило 57 заявок от различных артистов. Из них 49 были на английском языке, 6 были на латышском языке и 2 были на русском языке. Международное жюри отобрало из 57 заявок 15, которые были представлены на отборе. Формат Eirodziesma 2003 состоял из двух раундов: в первом раунде определились пять лучших песен посредством голосования телезрителей, а во втором раунде (суперфинале) победителя определяли через комбинацию голосов от пяти региональных жюри и голосов от телезрителей, поданных через СМС. По результатам двух раундов выиграло трио F.L.Y. с песней Hello from Mars. Мария Наумова, представитель Израиля на Евровидение-2003 Лиор Наркис и представитель Украины на Евровидение-2003 Александр Пономарёв выступали во время антракта.
| Порядок выступления | Исполнитель                      | Название песни        | Голоса | Место |
| ------------------- | -------------------------------- | --------------------- | ------ | ----- |
| 1                   | Иева Керевича и Нормундс Рутулис | Lead Me to Your Heart | 1,562  | 13    |
| 2                   | F.L.Y.                           | Hello From Mars       | 43,922 | 1     |
| 3                   | Николь                           | One More Dance        | 6,770  | 6     |
| 4                   | Татьяна Тимчука                  | Roses and Tears       | 10,235 | 4     |
| 5                   | 4.elements                       | Long Way to Run       | 2,361  | 10    |
| 6                   | Finally Switched On              | Another Way           | 1,116  | 15    |
| 7                   | Caffe                            | I Am Yours            | 1,628  | 12    |
| 8                   | C-Stones                         | When the Rain Will Go | 5,106  | 7     |
| 9                   | Кристине Брока                   | License for Love      | 1,533  | 14    |
| 10                  | Андрис Абелите                   | I Need Love           | 9,309  | 5     |
| 11                  | Янис Стибелис                    | Maybe                 | 4,165  | 8     |
| 12                  | Мадара Целма                     | Away from You         | 10,795 | 3     |
| 13                  | Элина Фурмане                    | Right Way             | 3,986  | 9     |
| 14                  | Fomins & Kleins                  | Muzikants             | 22,248 | 2     |
| 15                  | Юлиан                            | U Can't Stop Me       | 1,650  | 11    |

| Порядок выступления | Исполнитель     | Название песни  | Голоса | Место |
| ------------------- | --------------- | --------------- | ------ | ----- |
| 1                   | F.L.Y.          | Hello From Mars | 64,850 | 1     |
| 2                   | Татьяна Тимчука | Roses and Tears | 14,179 | 4     |
| 3                   | Андрис Абелите  | I Need Love     | 12,109 | 5     |
| 4                   | Мадара Целма    | Away from You   | 16,175 | 3     |
| 5                   | Fomins & Kleins | Muzikants       | 43,304 | 2     |

## На Евровидении
По правилам конкурса Евровидение-2003 список стран-участниц состоит из страны-победительницы прошлого конкурса, стран, занявших высокие места по итогам 2002 года, стран-членов "большой четвёрки" и тех стран, кто не участвовал в 2002 году, но транслировал конкурс. Поскольку Латвия выиграла Евровидение-2002, то она автоматически привлекалась к участию в следующем году. Трио F.L.Y. выступало под номером 21, между Польшей и Бельгией. По итогам голосования Латвия заняла 24-е место из 26, набрав 5 очков, все из которых были получены от Эстонии. Это означало, что Латвии пришлось принять участие в полуфинале конкурса Евровидение-2004. 12 очков латвийские телезрители присудили России. Россия не присудила Латвии ни одного очка.

### Голосование
| Очки      | Страна    |
| --------- | --------- |
| 12 баллов |           |
| 10 баллов |           |
| 8 баллов  |           |
| 7 баллов  |           |
| 6 баллов  |           |
| 5 баллов  | - Эстония |
| 4 балла   |           |
| 3 балла   |           |
| 2 балла   |           |
| 1 балл    |           |

| Очки      | Страна   |
| --------- | -------- |
| 12 баллов | Россия   |
| 10 баллов | Бельгия  |
| 8 баллов  | Польша   |
| 7 баллов  | Норвегия |
| 6 баллов  | Швеция   |
| 5 баллов  | Украина  |
| 4 балла   | Австрия  |
| 3 балла   | Исландия |
| 2 балла   | Германия |
| 1 балл    | Ирландия |